# 阿依克特克河
阿依克特克河，也作阿也克特克河，位于中华人民共和国新疆维吾尔自治区克孜勒苏柯尔克孜自治州东北部地区的一条河流，是托什干河右岸支流，发源于克州阿图什市北部天山南脉支脉喀拉铁热克山海拔3897米的琼勃勒山口附近，东流8千米后转东北流，约55千米后进入阿合奇县，继续东北流约27千米后汇入托什干河。河流全长89千米，流域面积1283平方千米，年均径流量约2.05亿立方米。